# Överskärargränd

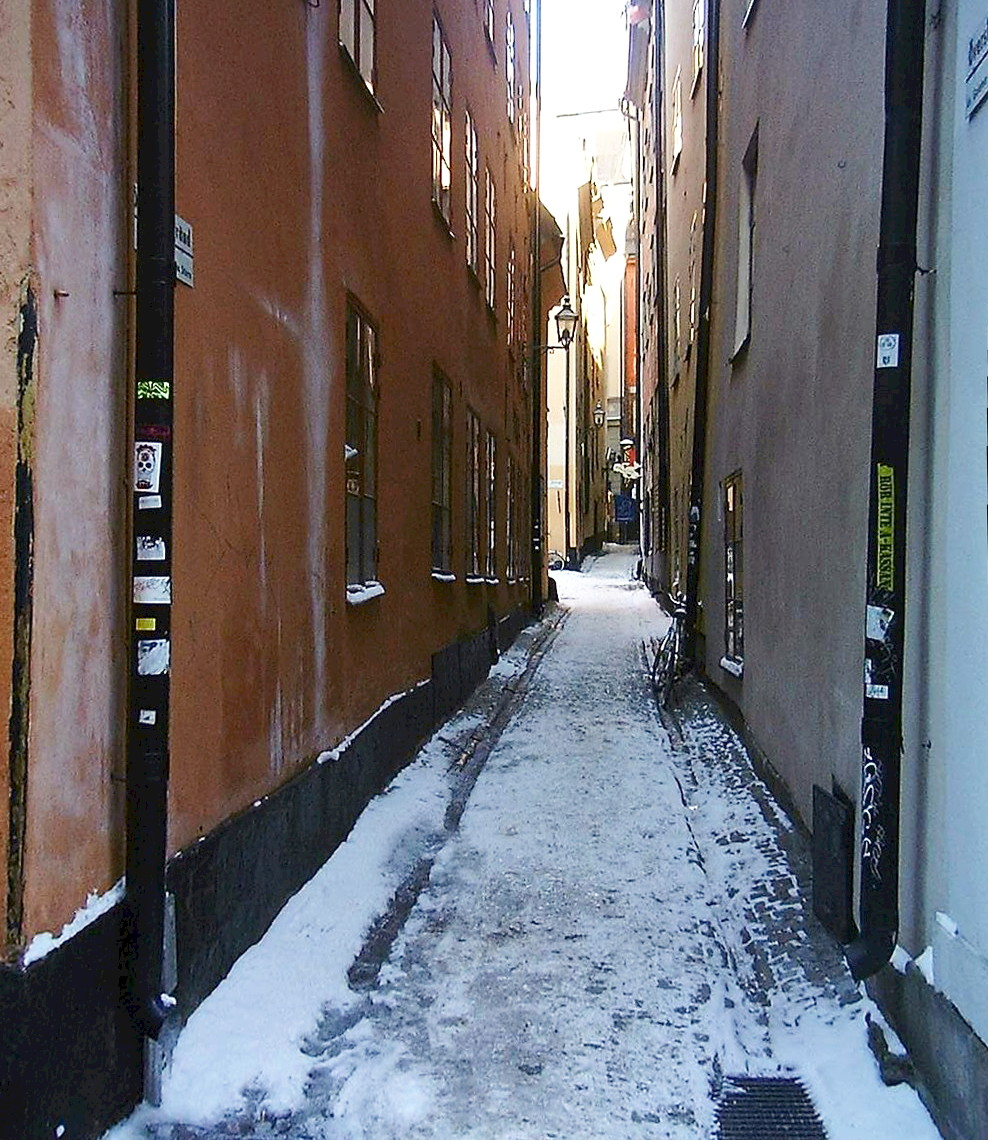
Överskärargränd, vy mot öster och Västerlånggatan, februari 2007.

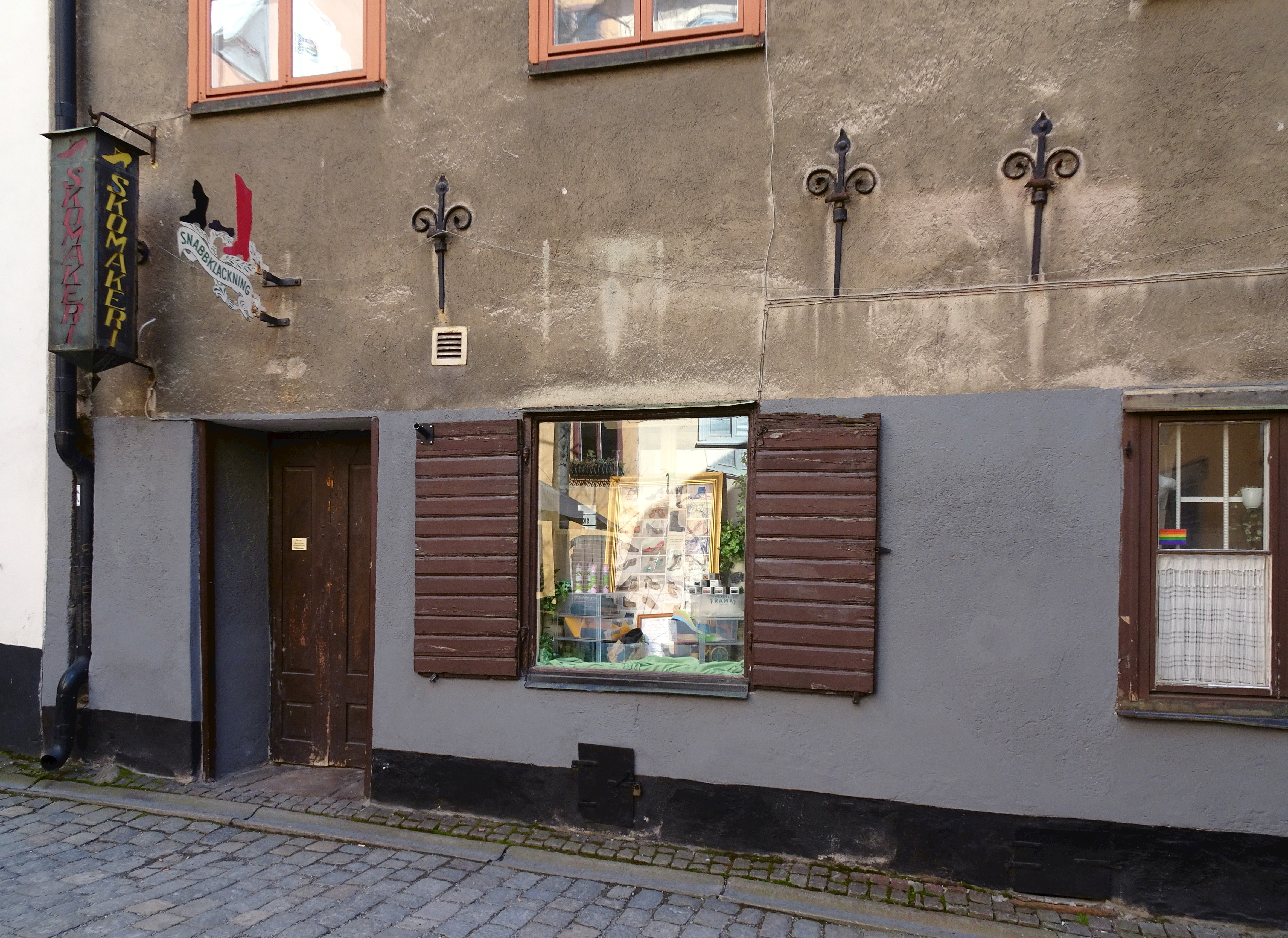
Överskärargränd, vy från Gåstorget, april 2016.

Överskärargränd är en gränd i Gamla stan i Stockholm. Den sträcker sig från Västerlånggatan 24a till Stora Nygatan 13. Gatan, som är cirka 60 meter lång, fick sitt namn på 1680-talet. Längs gatan ligger Gåstorget.

## Historik
Namnet Öfwerskarare gränden nämns 1684 och ersatte då det äldre namnet Erik Ingemundssons gränd från 1619. Erik Ingemundsson (1581-1622) var borgmästare i Stockholm och hade ett hus vid gränden. År 1643 omtalas en överskärare vid namn Absalon, men det är osäker om det var efter honom som gränden fick sitt nuvarande namn.
År 1796 skapades Gåstorget som ligger vid gränden. Åtgärden skulle underlätta framkomligheten vid brandsläckning och därmed förbättra brandsäkerheten på Stadsholmen.

## Kvarter längs gatan
- Nr 1, kvarteret Galatea, uppfört 1650
- Nr 2, kvarteret Pomona mindre, uppfört 1740
- Nr 3, kvarteret Galatea, uppfört 1680
- Nr 7, kvarteret Galatea, uppfört 1650-talet
- Nr 8, kvarteret Pomona större, uppfört 1780